# 橄榄竹
橄榄竹（学名：Indosasa gigantea）为禾本科大节竹属下的一个种。